# ビュユック・ハン
座標: 北緯35度10分35秒 東経33度21分45秒 / 北緯35.1763度 東経33.3625度

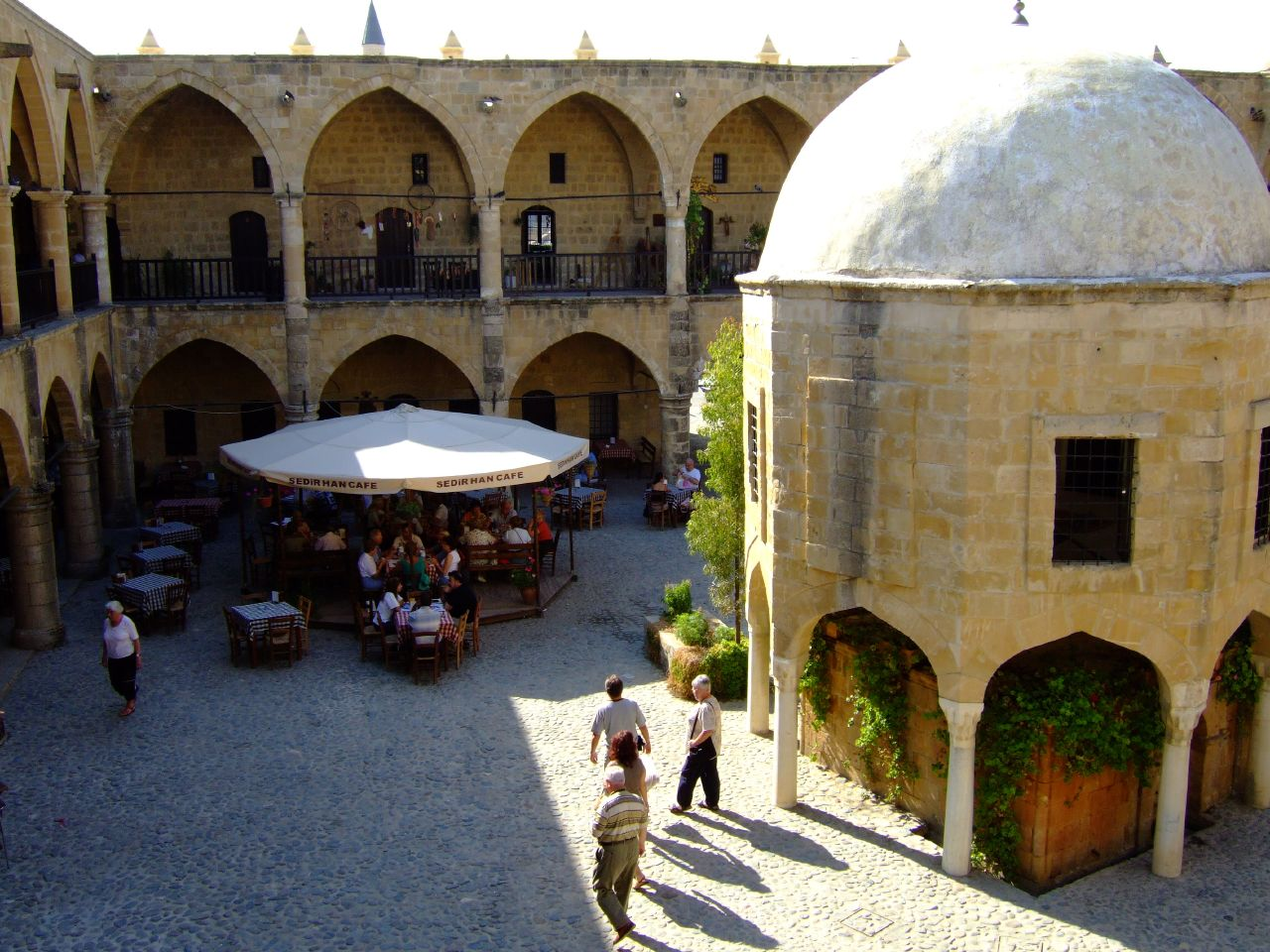

ビュユック・ハン（トルコ語: Büyük Han）はキプロス島で最大のキャラバンサライで、同島で最も美しいといわれている建築物。北キプロス・トルコ共和国の首都レフコシャ（ニコシア）にあり、オスマン帝国がヴェネツィア共和国に代わりキプロス島支配するようになった翌年の1572年に建てられた。
建物の中庭にはモスクと、ウドゥ（清め）のための泉（ablution fountain)がある。大英帝国占領期には牢獄として使われ、その後1893年には貧しい人のための宿泊所に改装された。1990年代後半になりカフェや民芸品ギャラリーなどの観光施設に改装された。